# Academia Nacional de Música de Bulgaria
La Academia Nacional de Música de Bulgaria (en búlgaro: Национална музикална академия ) es una universidad de música en Sofía, la capital de Bulgaria. Fundada en el año 1921 a través de un real decreto del zar Boris III, lleva el nombre del influyente compositor búlgaro Pancho Vladigerov (1899-1978). Dos edificios albergan la academia. Ofrece 30 programas divididos en tres facultades: la Facultad de Teoría, Composición y Dirección, la Facultad Instrumental y la Facultad Vocal.